# Der Hospital zum Heiligen Geist in Biberach
Der Hospital zum Heiligen Geist in Biberach ist eine im Jahre 1258 erstmals urkundlich erwähnte, heute in der Form einer Stiftung existierende öffentliche Einrichtung zur sozialen Absicherung bedürftiger Menschen in Biberach an der Riß in Oberschwaben.

## Geschichte
Der Grundgedanke des Hospitals war die Aufnahme von Pilgern, fahrendem Volk, Armen, Kranken, Menschen mit geistigen Behinderungen und Waisenkindern um „Gottes Willen“ und ohne Ansehens der Person und Herkunft. Gründer des Hospitals waren die Truchsessen Otto Berchtold von Waldburg und Walter von Warthausen, der Biberacher Patrizier Bertold Hupmann d.Ä und die Ritter Ulrich und Halwig von Essendorf. Im Jahre 1287 nahm Papst Honorius IV. den Hospital unter seinen Schutz. Der Hospital war zunächst eng mit der Stadt verbunden, rechtlich gesehen aber eine selbständige, auf einer Laienbruderschaft basierende Anstalt. In der Mitte des 16. Jahrhunderts verzeichnete der Hospital 178 kranke und pflegebedürftige Personen, die gleiche Zahl an Kindern und 15 geistig Behinderte.
Dem Aufschwung im 14. und 15. Jahrhundert folgte ein schleichender Niedergang der Institution, der sich bis ins 19. Jahrhundert fortsetzte. Gründe für den Niedergang lagen in der finanziellen Ausbeutung des Hospitals durch die Stadt, beginnend im Jahre 1540. Nach dem Ende des Dreißigjährigen Krieges wird der Hospital paritätisch von beiden Konfessionen verwaltet.
Neben den erstgenannten Aufgaben kamen im Lauf der achthundertjährigen Geschichte des Hospitals mit der Zeit weitere Tätigkeitsbereiche, wie der Schul- und Krankenhausbau und die allgemeine Verwaltung des umfangreichen Besitzes an Grundstücken, Gebäuden, Wald und landwirtschaftlichen Flächen hinzu.
In der Satzung von 1978 wurden Betreuung und Pflege hilfsbedürftiger Menschen in den Mittelpunkt der Tätigkeitsfelder des Hospitals zum Heiligen Geist gestellt.

## Heutige Bereiche

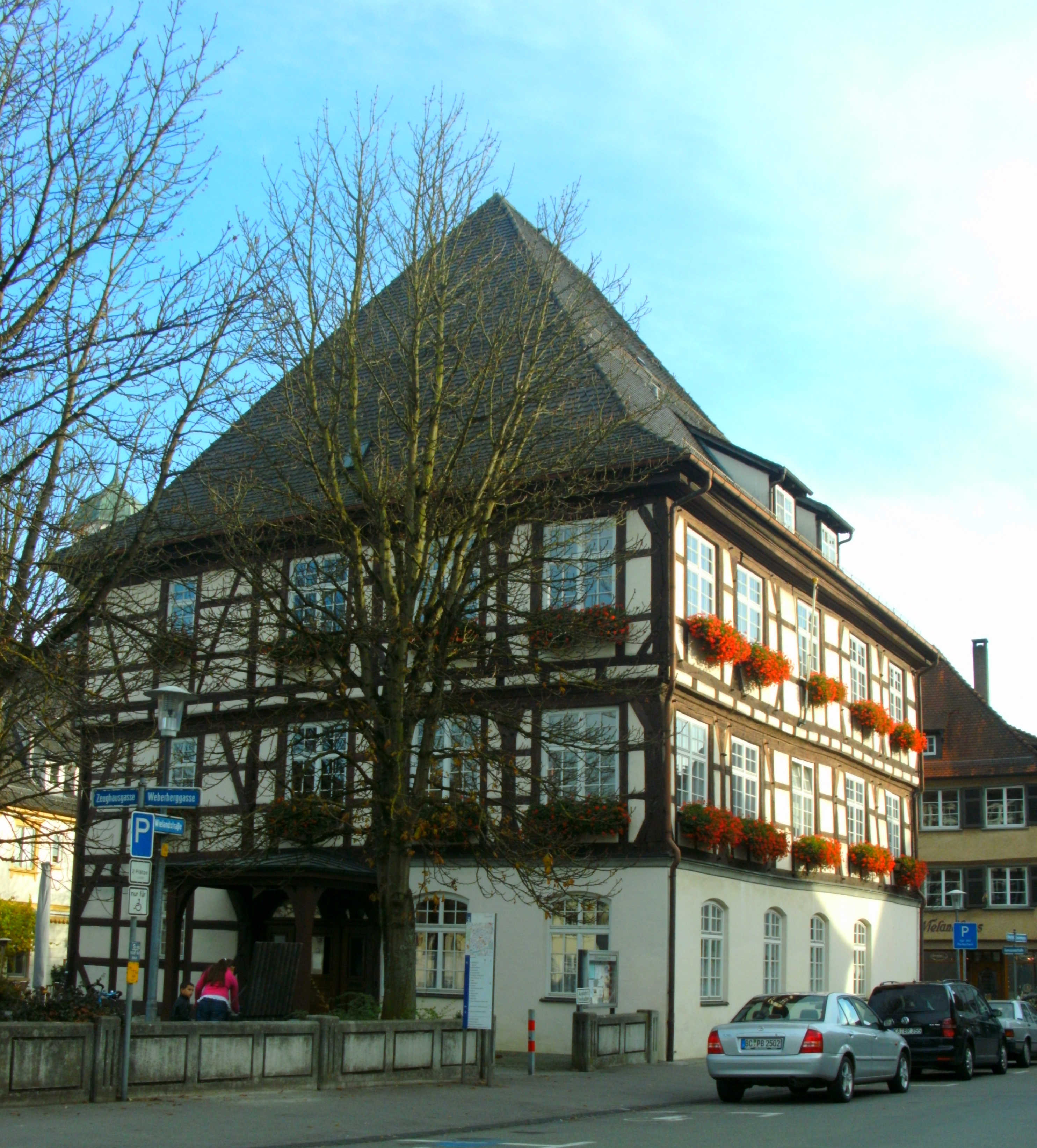
Seniorentreffpunkt Ochsenhauser Hof

- Der größte Bereich ist das Bürgerheim mit den Angeboten: offener Mittagstisch für Senioren, Tagespflege, Kurzzeitpflege, stationäre Pflege und betreutes Wohnen.[2]
- weitere Seniorenbetreuung: Seit dem Jahre 1972 betreibt die Stiftung im Ochsenhauser Hof eine Begegnungsstätte für Ältere und ein Seniorenbüro
- Kleinkindbetreuung: Die Stiftung bietet seit dem Jahre 2003 beim Bürgerheim und seit 2012 im Stadtteil Talfeld Kleinkinderbetreuungsplätze an.[3]
- Forstwirtschaft: Die Stiftung ist zwischen den Orten Ringschnait, Burgrieden, Ahlen und Muttensweiler im Besitz von 1652 ha Mischwald. Aus diesem Wald werden pro Jahr zwischen 18.000 und 20.000 Festmeter Holz geerntet.
- Grundstücke und Gebäude: Im Bestand der Stiftung befinden sich zum Beispiel so bekannte Liegenschaften wie der Schützenkeller, Schützenkellerhalle, Klösterle und das Alte Spital.
- Sonstiges: Die Trägerschaft bei der Aktion Essen auf Rädern und das traditionelle Christkindle Herablassen auf dem Marktplatz sind weitere Bereiche, in denen die Stiftung aktiv ist.